# Salle de séjour
Salon

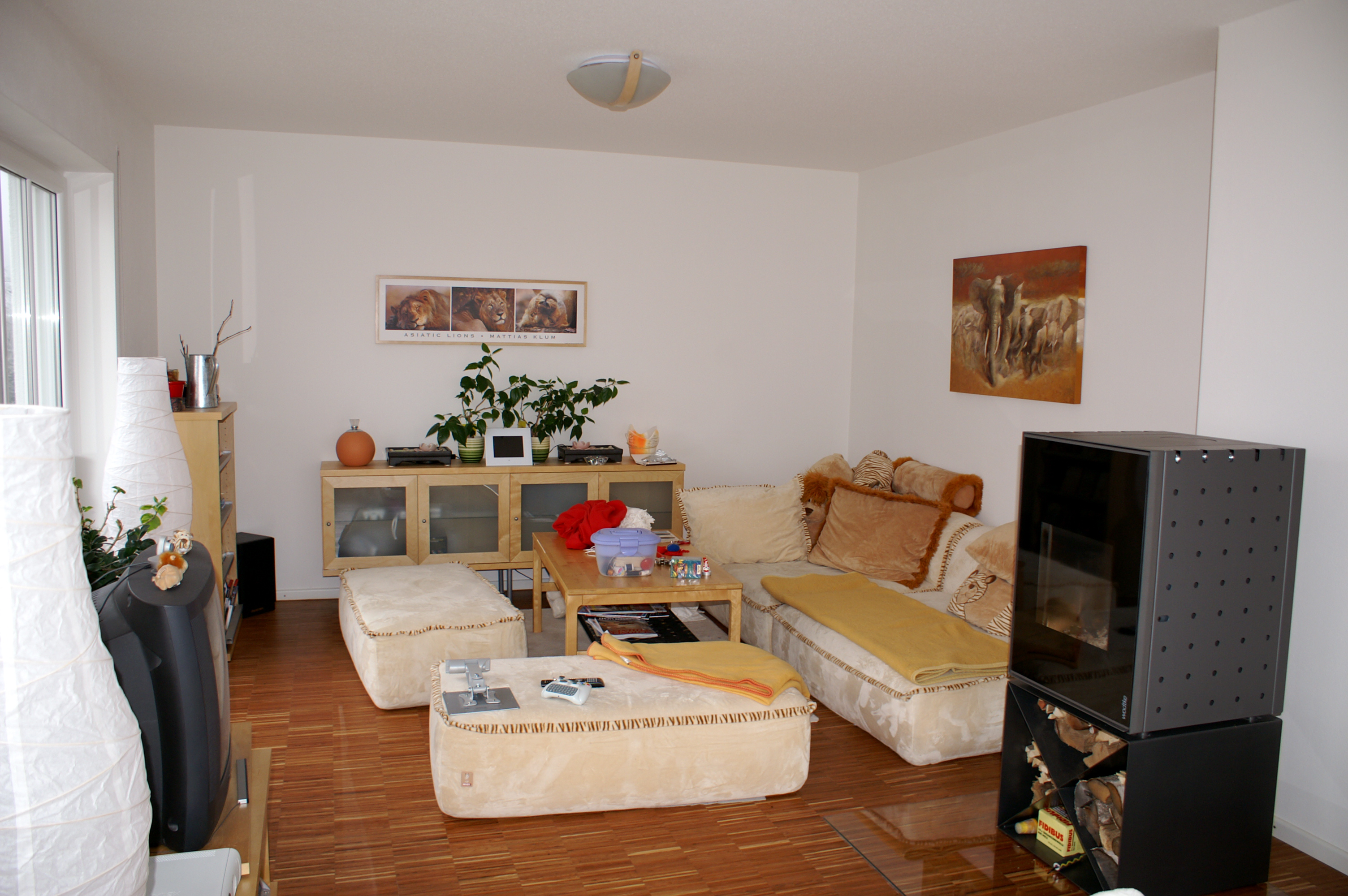
Salle de séjour dans une maison allemande.

La salle de séjour, aussi appelée salon, est la pièce du logement dédiée aux divertissements de la famille (lire, regarder la télévision, écouter de la musique, etc.) et à la réception des invités. Il est alors meublé de sièges plutôt confortables (canapé, fauteuil, chaise à bascule, pouf etc.), de table basse, table gigogne, meuble-bibliothèque, bar, ou éventuellement des instruments de musique volumineux (par exemple, un piano ou un orgue). Il est aussi équipé de matériel audio-vidéo (téléviseur, magnétoscope, lecteur de DVD, Chaine Hi-Fi, console de jeux vidéo, etc.).
Dans de nombreuses habitations, salon et salle à manger se partagent souvent le même espace.
Par métonymie, le terme de « salon » désigne aussi un ensemble de meubles constitué essentiellement d'un canapé et d'au moins deux fauteuils (auquel on ajoute parfois une table basse, un meuble TV, etc.).